# Blockley
Blockley – wieś w Anglii, w hrabstwie Gloucestershire, w dystrykcie Cotswold. Leży 38 km na północny wschód od miasta Gloucester i 126 km na północny zachód od Londynu. W 2001 miejscowość liczyła 1997 mieszkańców.